# Afroleptomydas nigrescens
Afroleptomydas nigrescens är en tvåvingeart som beskrevs av Hesse 1972. Afroleptomydas nigrescens ingår i släktet Afroleptomydas och familjen Mydidae.
Artens utbredningsområde är Namibia. Inga underarter finns listade i Catalogue of Life.